# Рабинович, Исаак Соломонович
Исаа́к Соломо́нович Рабино́вич (25 мая 1897, Переяслав — 25 мая 1985, Москва) — советский музыковед, пианист и педагог. Профессор кафедры специального фортепиано Московской государственной консерватории имени П. И. Чайковского.

## Биография
Родился в Переяславе. Учился в Киевской консерватории по классу фортепиано у Б. Л. Яворского, у него же в 1916—1920 годах прошёл курс теории композиции.
С 1920 года концертировал сольно и в ансамбле.
В 1920—1922 — преподаватель фортепиано в музыкальной школе в Киеве.
С 1922 года переехал в Москву, преподавал в Первом музыкальном техникуме и Академии имени Н. К. Крупской.
В 1923 году начал преподавание, а с 1926 года занял должность доцента по методике обучения игре на фортепиано в Московской государственной консерватории (МГК). Основал при консерватории Опытно-показательную школу фортепиано. С 1933 года — руководитель-консультант по педагогической практике пианистов в МГК. С 1924 по 1970 годы читал в Московской консерватории собственный курс методики обучения игре на фортепиано; провёл его также в Тбилисской и Харьковской консерваториях, а также в Институте по повышению квалификации педагогов.
В 1927—1932 годах — научный сотрудник музыкальной секции Государственной академии художественных наук (ГАХН).
В 1932—1934 годах работал редактором и начальником репертуарно-методического отдела Центрального радиовещания.
В 1935—1936 — художественный руководитель исполнительских кадров Московской филармонии, в 1937—1940 годах — художественный руководитель Вокального квартета при филармонии.
В 1943—1945 годах — в эвакуации в Саратове с коллективом Московской консерватории.
В октябре 1945 года был переведён на должность доцента кафедры истории и теории пианизма, с 1948 по 1979 годы — профессор Московской консерватории.
В 1945—1947 вёл занятия в Государственном институте театрального искусства и в Театральном училище имени М. С. Щепкина. Автор фортепианных обработок педагогического репертуара для детей.
Ушёл из жизни 25 мая 1985 года в Москве, похоронен на Донском кладбище.